# Schönberg am Kamp
Schönberg am Kamp è un comune austriaco di 1 863 abitanti nel distretto di Krems-Land, in Bassa Austria; ha lo status di comune mercato (Marktgemeinde).
Il 1º gennaio 1968 ha inglobato i comuni soppressi di Mollands e Schönberg-Neustift, assumendo la denominazione di Schönberg e il 1º gennaio 1970 quello di Freischling. Il 1º gennaio 1971 aveva inglobato anche il comune soppresso di Zöbing e il nuovo comune aveva assunto la denominazione di Zöbing-Schönberg, ma il 1º gennaio 1972 Zöbing è stato scorporato da Schönberg e accorpato alla città di Langenlois, mentre Schönberg ha contestualmente riassunto la denominazione di Schönberg am Kamp.